# فرانك لي سبراغ
فرانك لي سبراغ (بالإنجليزية: Frank Lee Sprague)‏ هو ملحن أمريكي، ولد في 8 يناير 1958، وتوفي في 2 سبتمبر 2018.